# Sylvia Morales
Sylvia Morales (Phoenix, Arizona, 1943) es una directora de cine, escritora y productora estadounidense además de cámara, realizadora y productora de televisión. Morales es reconocida como una de las primeras cineastas mexicano-estadounidenses creadoras de cine latino en Estados Unidos en el momento que surgió el movimiento chicano. Uno de sus primeros trabajos fue Chicana (1979) un documental de 23 minutos sobre la historia de las indígenas mexicanas y las mujeres chicanas desde la época precolombina hasta el momento actual. En su carrera cinematográfica, ha sido reconocida a nivel nacional ganando premios por documentales de cine y video sobre temas que van desde la lucha de los trabajadores agrícolas, los derechos de las mujeres hasta la música de Los Lobos.
Muchos de sus trabajos son de cine documental a partir de la tradición que emergió a finales de los 60 y la década de los 70, muchos de ellos retratando la comunidad latina. También ha destacado por sus trabajos para la televisión. Es por otro lado autora de ensayos y fotografías sobre temas latinos y feministas. Sylvia Morales ha dado conferencias y enseñado en diferentes universidades en el sur de California. Su trabajo se caracteriza por documentales que retratan a la comunidad latina. También ha planteado en sus trabajos los problemas desde la perspectiva feminista que surgen en la comunidad chicana.

## Biografía
Morales nació en Phoenix, Arizona, pero creció en el sur de California, Estados Unidos. Estudió cine, especializándose en producción cinematográfica en la Universidad de California, Los Ángeles (1979).
En la década de 1970, se fundó el Movimiento Feminista Chicano para abordar las necesidades específicas de las chicanas como mujeres de color en Estados Unidos. Sylvia Morales fue una de las artistas chicanas que comenzó a escribir y producir obras en las que a las chicanas se les dio un nombre, voz e imagen propias. Como mencionó Jenny Dean, el chicanismo es un concepto que da un sentido de hermandad en el discurso feminista. El "Chicanisma" surgió para enfrentar la triple opresión de raza, clase y género dentro de la comunidad latina. El libro, Cineastas y escritoras latinas examina las obras de siete latinas célebres que representan colectivamente una historia de 20 años de Chicanisma y una de las que se enumeran en el libro es Sylvia Morales.
Sylvia Morales se involucró por primera vez en el cine y la televisión alrededor de 1971 cuando comenzó a trabajar para Channel 7 ABC, Los Ángeles en un programa llamado Unidos que trataba sobre la comunidad chicana en Los Ángeles. José Luis Ruiz, quien era el productor del programa, necesitaba a alguien que manejara la cámara ya que el tipo que había contratado para el trabajo decidió dejarlo la noche antes del rodaje. El productor, que había conocido a Sylvia durante el rodaje de una película en UCLA le contactó y le propuso formar parte del equipo técnico. Decidió aceptar la oferta convirtiéndose en la cámara del programa. Durante su el tiempo que trabajó en ABC realizó trece documentales de media hora que fueron transmitidos al público, posteriormente comenzó su carrera como productora, directora, autora y editora.

## Trayectoria profesional
Sylvia Morales ha dirigido, escrito, producido y editado premio ganador a nivel nacional y el trabajo de cine y vídeo reconocido durante los últimos 30 años en el que se trasladó de los márgenes a medios de comunicación. Sylvia Morales, que emergió del medio político de finales de los sesenta y setenta, junto con otros cineastas activistas latinos tempranos que incluyen a Moctesuma Esparza, Jesús Salvador Treviño, Susan Racho y Luis Valdez se involucraron en el activismo por los derechos civiles. Algunos también estuvieron entre los primeros latinos en poder ingresar a escuelas de cine y recibir capacitación formal. Según Origins of Chicano and Latino Cinema, los activistas luchaban por una representación más positiva de los latinos en los medios de comunicación.
El primer trabajo de Morales fue Chicana (1979), una película que traza la historia de la mujer indígena mexicana desde la época precolombina hasta el presente. La película le ha valido el reconocimiento de ser uno de los primeros cineastas chicanos. Esta película destacó y celebró la cultura y la identidad mexicano-estadounidense . Otras películas son Love and Long Distance (1985), Hearts on Fire (1987), SIDA Is AIDS (1989), Real Men and Other Miracles (1999) y A Crushing Love (2009). Su trabajo más importante según Osa Hidalgo de la Riva sería en retransmisiones televisivas ya que los medios le permiten a Morales llegar a una audiencia mucho mayor.
Los trabajos de Sylvia Morales para la televisión incluyen trabajar para Showtime, PBS y Turner Broadcasting. Cuando trabajó para Showtime, Morales dirigió episodios de las tres temporadas de la serie Resurrection Blvd de Showtime, lo que le permitió trabajar con los actores Elizabeth Peña, Lou Gossett Jr, Michael De Lorenzo y Esai Morales. También trabajó en la serie Women: Stories of Passion de Showtime. Trabajó en ficción erótica para Mujeres de Showtime : Historias de pasión : La Limpia (La limpieza, 1996) (en la que trabajó con María Conchita Alonso ) y Ángel del cielo (1997). Sylvia Morales también trabajó para PBS, en la que fue el Consorcio Latino en KCET en Los Ángeles de 1981 a 1985. Estuvo a cargo de la producción, programación y distribución de los programas que se emitieron en PBS. Durante su tiempo en PBS, Morales condujo la serie nacional semanal del Latino Consortium, Presente . Junto con eso, Morales fue uno de los equipos de redacción y producción de la galardonada serie Chicano! El Movimiento Mexicano de Derechos Civiles para PBS, en la que produjo Lucha en los campos (1996), un documental de 60 minutos que formó parte de la serie de cuatro horas. También escribió y produjo el documental de media hora Tell me again. . . ¿Que es el amor? (1998) que habla sobre la violencia en las citas entre adolescentes. Sylvia Morales también trabajó en Turner Broadcasting en la serie Un siglo de mujeres, que se centró en las mujeres estadounidenses del siglo XX. Su pieza fue Trabajo y familia (1994), un documental de dos horas de la serie de seis horas. A Century of Women fue nominada a ACE y a un Emmy.
Además de hacer películas y videos, Morales ha publicado varios trabajos que incluyen "Mujeres de celuloide producidas chicanas", un artículo para Bilingual Review que explora la representación de las mujeres latinas por los cineastas chicanos (1985). Su trabajo también aparece en A New View of a Women's Body en un libro de salud en el que aparecen sus fotografías (1981). Morales también escribió un libro titulado Sara / Teleplay en 1981. Otro libro que ella escribió es Children With Autism. : Los roles y estrategias de afrontamiento de las familias latinas en 2010, que se considera una tesis. Ha dirigido, producido, escrito y enseñado producción de cine y video en  la Universidad Estatal de California, Los Ángeles y en la Escuela de Cine y Televisión de la Universidad del Sur de California. Actualmente es profesora asociada en la Escuela de Cine / Televisión de la Universidad Loyola Marymount .

## Vida personal y trabajo
Sylvia Morales vive una vida compleja en la que es madre trabajadora de dos hijos. Ella hace malabares con los roles duales de ser madre y tratar de ser activa en el Cine Chicano. En su entrevista con Osa Hidalgo de la Riva, menciona cómo constantemente lucha con el problema de pasar tiempo con sus hijos y tratar de aprovechar el tiempo libre para hacer un trabajo creativo. Sylvia Morales se siente dividida entre sus hijos y su carrera. Afirma que se siente culpable cuando no pasa suficiente tiempo con sus hijos. Por otro lado, menciona esa culpa cuando no ingresa tiempo en su escritura creativa. Sylvia Morales cambia constantemente los roles de su vida de madre a directora. En su película A Crushing Love, demuestra esta constante batalla diaria de los papeles que interpreta. En la película, los espectadores pueden incluso ver cómo su hija se convierte en parte de su carrera debido al hecho de que los dos aspectos de su vida están tan entrelazados. Aunque Sylvia Morales lidia con este problema, menciona que ser madre ha informado completamente los proyectos que ha realizado y ha profundizado su experiencia como ser humano.

## Técnica
Sylvia Morales usa escenas recreadas con voces en off de entrevistas tradicionales en cámara para algunos de sus documentales, como Chicana . Utiliza el docudrama chicano para recrear eventos históricos. Morales, como muchos otros cineastas chicanos, emprende proyectos con poca o ninguna financiación; a menudo usa su propio dinero para completar sus producciones. Sylvia Morales ha utilizado murales para descubrir la historia que no está bien representada en su trabajo. Sylvia Morales tiene muchas formas de abordar la forma en que adquiere financiación para sus producciones. Una forma que menciona en su entrevista es mediante la creación de propuestas de subvenciones o la recaudación de fondos para obtener fondos para los proyectos.

## Proyecciones de películas
El trabajo de Sylvia Morales se ha mostrado ampliamente en festivales de cine, universidades, conferencias y reuniones comunitarias en los Estados Unidos, México, América del Sur, España y Francia. En muchas de sus proyecciones ha sido oradora invitada en la que permite dialogar sobre la película y sobre su vida.

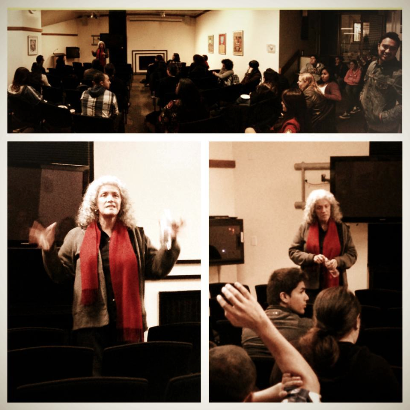
Proyección de Sylvia Morales Film en UCSC

El próximo proyecto de Sylvia Morales será Chicana II o Mestiza que mira a las mujeres: mestiza, chicana, explorando la evolución feminista dentro de la mestiza que comienza a finales de los 60 hasta el nuevo milenio. Ella menciona en su entrevista con Osa Hidalgo de la Riva que el documental puede tomar mucho tiempo en realizarse ya que tiene una variedad de responsabilidades como profesora y madre. También se enfrenta a otras complicaciones que pueden retrasar la producción, como es la falta de financiación, ya que ella es la corriente principal y no está en la industria, así como toda la investigación debe ser realizada por ella. Mencionó en su entrevista que está elaborando una propuesta de investigación para poder adquirir los fondos para contratar personas que la ayuden a completar su proyecto.
Sylvia Morales, junto con Jean Victor, lanzaron el documental Faith Even to The Fire en 1993. Este documental histórico es el primero en demostrar a las monjas estadounidenses contemporáneas viviendo una misión de justicia social, incluso cuando las pone en conflicto con la iglesia católica . Sigue las historias de tres monjas: Rosa Martha Zarate, Judy Vaughan y Marie de Pores Taylor. Las hermanas hablan sobre el racismo, el sexismo y el clasismo dentro de la iglesia. Las hermanas también mencionan en la película lo que han hecho y siguen haciendo para combatirlo. Dado que las tesis afectan a las personas a las que sirven. En palabras de Juana de Arco de Maxwell Anderson, mantienen su fe "... incluso hasta el fuego".
El documental Chicana de Morales fue lanzado en 1979. La película retrata desde la época precolombina hasta la actualidad, donde ilustra el papel de la mujer desde la sociedad azteca hasta la actualidad, donde muestra que las chicanas se han convertido en una parte activa en México y Estados Unidos . Linda Gross de Los Angeles Times, describe Chicana como "Un documental bien investigado y animado hecho con mucho amor".
La secuela de Sylvia Morales A Crushing Love: Chicanas, Motherhood and Activism fue lanzada en 2009. Su película honra el trabajo de cinco latinas activistas, Dolores Huerta, Elizabeth Martínez, Cherríe Moraga, Alicia Escalante y Martha P. Cotera . Todas las activistas retratadas en la película exploran sus luchas como madres, chicanas y activistas. Según el profesor de Estudios de Televisión, Cine y Medios de CSU Los Ángeles, John Ramirez afirma: “Morales cierra el círculo con una crónica sin precedentes de la rica historia del liderazgo, la fuerza y la lucha de las mujeres latinas en los Estados Unidos en el lugar de trabajo, la familia y la comunidad., la sociedad, el mundo".

## Chicana
Chicana (1979) rastrea la historia de las mujeres chicanas y mexicanas desde la época precolombina hasta el presente. Recupera el papel de las mujeres en la sociedad azteca, su participación en la lucha de 1810 por la independencia de México, su participación en las huelgas laborales de Estados Unidos en 1872, sus contribuciones a la revolución mexicana de 1910 y su liderazgo en las causas contemporáneas de los derechos civiles. Usando murales, grabados y material filmado histórico, Chicana muestra cómo las mujeres, a pesar de su pobreza, se han convertido en una parte activa y protagonista de la vida política y laboral tanto en México como en los Estados Unidos.

## Filmografía
| Año                           | Película                                                                                                 | Género               | Director | Productor | Escritor           | Actor                 | Otro                  | Notas |
| ----------------------------- | --- | -------------------- | -------- | --------- | ------------------ | --------------------- | --------------------- | ----- |
| 1973                          | Las serpientes de la luna pirata                                                                         | Drama                |          |           | Sí                 |                       |                       |       |
| 1979                          | Chicana                                                                                                  | Sí                   |          |           |                    |                       |                       |       |
| mil novecientos ochenta y dos | Seguin                                                                                                   | Histórico            |          |           |                    | Sí                    | Supervisor guionista  |       |
| 1985                          | Amor, larga distancia                                                                                    | Comedia              | Sí       |           |                    |                       |                       |       |
| 1986                          | Entrevista a Ricardo Montalbán                                                                           | Entrevista           | Sí       |           |                    |                       |                       |       |
| 1987                          | Corazones en llamas                                                                                      | Drama                |          | Sí        | Sí                 | Guionista de pantalla |                       |       |
| 1989                          | SIDA es SIDA                                                                                             | Sí\| Sí              |          |           |                    |                       |                       |       |
| 1991                          | Esperanza                                                                                                | Sí\| Sí              |          |           |                    |                       |                       |       |
| 1993                          | Fe hasta el fuego                                                                                        | Documental           | Sí\| Sí  | Sí        | Narradora, Editora |                       |                       |       |
| 1993                          | Cruces fronterizos entre Estados Unidos y México ; La flecha electrónica : cómo los indios usan el video | Sí\| Sí              |          |           |                    |                       |                       |       |
| 1994                          | Un siglo de mujeres: trabajo y familia                                                                   | Sí                   |          |           |                    |                       |                       |       |
| 1994                          | Un siglo de mujeres: imagen y cultura popular                                                            | Sí                   |          |           |                    |                       |                       |       |
| 1994                          | Un siglo de mujeres: sexualidad y justicia social                                                        | Sí                   |          |           |                    |                       |                       |       |
| 1995                          | La pantalla de bronce: 100 años de la imagen latina en Hollywood (película)                              | Documental           |          |           |                    | Sí                    | Entrevistado          |       |
| 1996                          | Chicano! Historia del Movimiento de Derechos Civiles México-Americano                                    | Documental, Historia |          |           |                    | Sí                    | Productor de segmento |       |
| 1999                          | Hombres reales y otros milagros                                                                          | Drama                |          | Sí        | Sí                 | Guionista de pantalla |                       |       |
| 2001-2002                     | Resurrection Blvd.                                                                                       | Sí                   |          |           |                    |                       | 6 episodios           |       |
| 2009                          | Un amor aplastante: chicanas, maternidad y activismo                                                     | Sí                   |          |           | Sí                 | Narrador              |                       |       |

## Premios y nominaciones
Sylvia Morales ha recibido el prestigioso premio Rockefeller Fellowship Award en los medios. (WMM) Sylvia también ha participado en el Taller de dirección para mujeres del American Film Institute. Ha sido honrada como miembro del National Endowment of the Arts. Morales también ha sido galardonada con el Premio VESTA que honra las contribuciones sobresalientes de las mujeres del sur de California a las artes. También ha sido honrada con un premio Salute to Latinas Award por su trabajo distinguido en su campo desde la ciudad de Los Ángeles. También ha sido honrada por la celebración del vigésimo aniversario de las latinas en el cine y la televisión de la Comisión Femenil Mexicana Nacional. Por último, pero no menos importante, Sylvia fue galardonada con el premio Mujer Cineasta de la USC Latina / o Cinema Society.